# Igrzyska Małych Państw Europy 2007

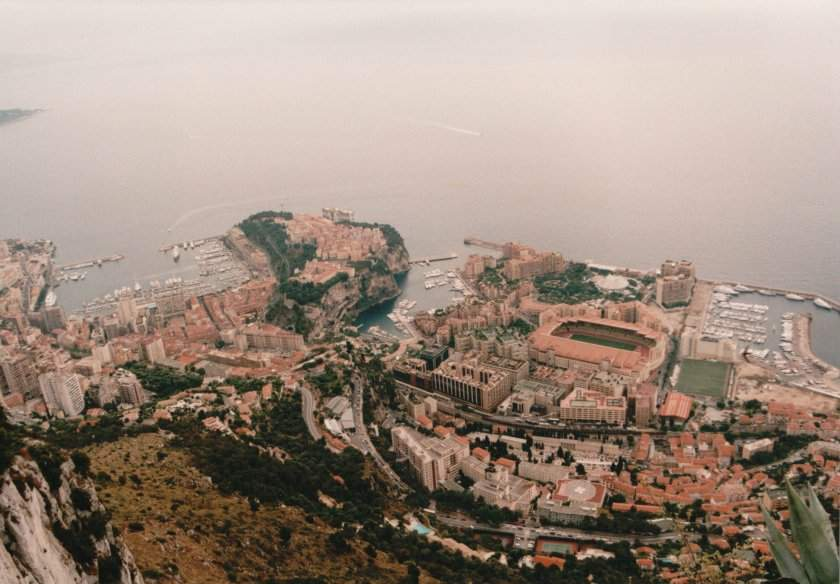
Widok na Monako wraz ze Stade Louis II

12. Igrzyska Małych Państw Europy – dwunasta edycja igrzysk małych krajów została zorganizowana w księstwie Monako. Impreza odbyła się między 4, a 9 czerwca 2007 roku. W igrzyskach wystartowało aż 1062 sportowców, którzy rywalizowali w 12 konkurencjach. Głównym obiektem igrzysk był stadion Louisa II. Otwarcia zawodów dokonał Albert II Grimaldi. Były to drugie w historii zawody tej rangi, które odbyły się w Monako – poprzednio igrzyska zorganizowano tutaj w roku 1987. Mimo przyjęcia w poczet członków AASSE w roku 2006 Czarnogóry reprezentacja tego kraju nie wystartowała w igrzyskach.

## Klasyfikacja medalowa
| Klasyfikacja medalowa | Klasyfikacja medalowa | Klasyfikacja medalowa | Klasyfikacja medalowa | Klasyfikacja medalowa | Klasyfikacja medalowa |
| --------------------- | --------------------- | --------------------- | --------------------- | --------------------- | --------------------- |
| Pozycja               | Kraj                  | Złoto                 | Srebro                | Brąz                  | Suma                  |
| 1                     | Cypr                  | 36                    | 33                    | 24                    | 93                    |
| 2                     | Islandia              | 31                    | 23                    | 24                    | 78                    |
| 3                     | Luksemburg            | 20                    | 25                    | 36                    | 81                    |
| 4                     | Monako                | 19                    | 16                    | 17                    | 52                    |
| 5                     | Malta                 | 4                     | 9                     | 17                    | 30                    |
| 6                     | Andora                | 4                     | 6                     | 7                     | 17                    |
| 7                     | San Marino            | 4                     | 6                     | 6                     | 16                    |
| 8                     | Liechtenstein         | 3                     | 5                     | 5                     | 13                    |